# Nenad Filipović (labdarúgó)
Nenad Filipović (Užice, 1987. április 24. –) szerb labdarúgó, a Čukarički kapusa.

## Pályafutása
2008–2010 között a Videoton labdarúgója volt, de csak egy bajnoki mérkőzésen szerepelt. 2009-ben a Videoton második csapatában védett, majd 2010 tavaszán kölcsönben az MTK labdarúgója volt.
2018–2023 között a Topolyai SC labdarúgója volt és 134 bajnoki mérkőzésen védte a csapat kapuját. 2023 óta Čukarički járékosa.

## Sikerei, díjai
Videoton FC
- Magyar bajnoki ezüstérmes: 2010

Topolyai SC
- Szerb másodosztályú bajnok: 2019